# George K. Spoor
George K. Spoor, nome completo George Kirke Spoor (Highland Park, 1872 – Chicago, 24 novembre 1953), è stato un produttore cinematografico statunitense.
È considerato uno dei pionieri del cinema. Insieme a Gilbert M. "Broncho Billy" Anderson, star dei primi western, fondò a Chicago nel 1907 la casa di produzione Essanay Film Manufacturing Company.
Nel 1948, gli fu assegnato uno speciale Oscar alla carriera.

## Filmografia

### Produttore
- Ben Gets a Duck and Is Ducked (1909)
- Carmen ovvero Carmen e Charlot (Burlesque on Carmen), regia di Charlie Chaplin (1916)
- Men Who Have Made Love to Me, regia di Arthur Berthelet (1918)
- A Pair of Sixes, regia di Lawrence C. Windom (1918)
- Rollercoaster Ride - documentario (1926)
- Niagara Falls - documentario (1926)
- The American (alias The Flag Maker), regia di James Stuart Blackton (1927)
- Nella morsa delle rotaie (Danger Lights), regia di George Brackett Seitz (1930)

### Presentatore
- The Truant Soul, regia di Harry Beaumont (1916)
- Efficiency Edgar's Courtship, regia di Lawrence C. Windom (1917)
- Pants, regia di Arthur Berthelet (1917)
- Two-Bit Seats, regia di Lawrence C. Windom (1917)
- Men Who Have Made Love to Me, regia di Arthur Berthelet (1918)
- A Pair of Sixes, regia di Lawrence C. Windom (1918)